# نحال
النحّال أو مربي النحل هو الشخص الذي يشتغل بتربية النحل. يقوم النحال باستخراج العسل من خلايا النحل وذلك باستخدام قفازات وأقنعة واقية.

## الأدوات التي يملكها النحال
1. البدلة (الأفرول): ويلبسها النحال فوق ملابسه وتصنع عادة قماش سميك لا يدخل في صناعته أي مادة حيوانية كالصوف أو الجلد ويجب أن يكون لونه أبيض أو فاتح وتزود فتحات الأكمام والأرجل مطاط أو رباط لمنع تسرب النحل من الفتحات.
2. قناع الوجه: عبارة عن شبك معدني أو بلاستيك مثبت علي قبعة مرتفعة الحواف حتي لا يلامس الوجه أو العنق والغرض منه حماية الوجه من اللسع.
3. القفاز: وهو مصنوع من مادة طرية لتسهيل حركة الأصابع ولكي تحمي اليدين من اللسع وعادة يكون لونها أبيض.
4. المدخن: وتوضع فيه لفائف من الخيش بعد اشتعالها مع تحريك النفاخ عدة مرات حتي يخرج من فوهته دخان مناسب بدون لهب.
5. العتلة: تستخدم في فصل الإطارات عن بعضها البعض كذلك تستخدم لفصل صندوق العاسلة عن التربية وهي عبارة عن قطعة مستطيلة من المعدن نهايتها حادة.
6. فرشاة النحل: وتصنع من شعر ناعم لإزالة النحل من علي الأقراص والغطاء الداخلي وكذلك تنظيف قاعدة الخلية.
7. صارف النحل: وهو جهاز من المعدن يثبت في وسط الغطاء الداخلي للخلية مكان فتحة الغدية ويوضع عادة قبل عملية قطف العسل ب24 ساعة ليصرف النحل عن صندوق العسل حيث أنه يسمح للنحل بالخروج ولا يسمح له بالعودة.
8. مصيدة الذكور: وهي عبارة عن صندوق مقسم إلي قسمين ويستخدم كحاجز لمنع دخول الدبابير ويسمح للشغالة بحرية الحركة والمرور ولا يسمح للملكة بالخروج ويوجد به قمعان يسمحان للذكور بالمرور إلي القسم العلوي وتحجز به الذكور حتي يتم إعدامها.
9. قفص نصف كروي مزود بمشبك معدني الغرض منه حجز الملكة وتثبيتها في الخلية الجديدة حتي يتعود النحل علي رائحتها.
10. قفص قرص كامل: عبارة عن مستطيل من الخشب يحتوي على ثلاث حجرات يوضع في الأولي الملكة وفي الثانية الوصيفات وفي الثالثة الغذاء.
11. صندوق السفر عبارة عن خلية صغيرة تتسع لخمسة إطارات ولها غطاء خارجي يمكن تثبيته أثناء النقل وعليه فتحتان إحداهما للتهوية وتكون مغطاة بشبك معدني والأخرى تستخدم كباب لمرور النحل ويمكن إغلاقه أثناء النقل